# Огородников, Георгий Петрович
Георгий Петрович Огородников (24 апреля (7 мая) 1901 года, д. Богданово, Томская губерния, Российская империя — 8 июля 1970, Москва, РСФСР) — советский партийный и государственный деятель, первый секретарь Архангельского обкома ВКП(б) (1939—1945).

## Биография
Член РКП(б) с 1923 г. Добровольцем вступил в Красную Армию, участвовал в боях против Врангеля.
- 1924—1928 гг. — на партийной работе в Украинской ССР,
- 1938—1939 гг. — ответственный организатор ЦК ВКП(б),
- 1939—1945 гг. — первый секретарь Архангельского областного комитета ВКП(б), являлся членом Военного Совета Архангельского военного округа, в 1942—1944 гг. — председатель Архангельского городского комитета обороны,
- 1947—1948 гг. — представитель Совета по делам колхозов при Совете Министров СССР по Краснодарскому краю.

Член Центральной Ревизионной Комиссии КПСС (1939—1952).

## Награды
- Орден Трудового Красного Знамени (03.05.1940) — «за выдающиеся заслуги в деле освоения Северного Морского Пути и районов Крайнего Севера, а также за образцовую и самоотверженную работу в период арктических навигаций 1938 и 1939 годов»
- Орден Красной Звезды (июнь 1942 г.) — «за образцовое выполнение заданий Правительства и военного командования и проявленное при этом мужество»